# キアナン・デューズバリー＝ホール
キアナン・デューズバリー＝ホール (Kiernan Frank Dewsbury-Hall, 1998年9月6日 - ) は、イングランド出身のサッカー選手。エヴァートンFC所属。ポジションはミッドフィールダー。

## 経歴
レスターシャー州シェップシェッド出身。2006年、8歳のときに地元リーグのシェップシェッド・ダイナモ・ウォリアーズからレスター・シティのアカデミーに入団。
2017年6月、プロ初契約を交わし、2019年にはクラブのユースチームにおける年間最優秀選手に選出された。
2020年1月25日のFAカップ4次ラウンドのブレントフォード戦にてトップチームデビューを果たした。その2日後、ブラックプールFCへシーズン終了までのレンタル移籍が決まった。翌日12月28日のウィコム・ワンダラーズ戦、途中出場でリーグ戦デビュー、初ゴールを決めるも試合は2-1で敗れた。
2020年10月16日、新たに4年契約を結ぶと同時に、ルートン・タウンFCへシーズン終了までのレンタル移籍が報じられた。12月29日のブリストル・シティ戦にて移籍後初ゴールを決めた。
2021年8月28日のノリッジ・シティ戦にてプレミアリーグデビューを果たした。9月30日、UEFAヨーロッパリーグのグループステージ第2節、アウェイのレギア・ワルシャワ戦にて初の欧州の舞台に立った。12月11日、ヨーロッパリーググループステージ突破がかかった最終節、アウェイナポリ戦にてレスター・シティでの初ゴールを決めるも試合は2-3で敗れた。2022年4月10日のクリスタル・パレス戦にてプレミアリーグ初ゴールを決めた。シーズン前半はクラブが夏市場で獲得した同ポジションの新規加入選手の影響もあり出場時間が限られていたが、徐々に頭角を現し試合終盤まで落ちない豊富な運動量を武器に替えの利かない選手として監督とサポーターの信頼を勝ち取っていった。プレミア初挑戦となった当シーズンはリーグ戦28試合1ゴールを記録、シーズン最優秀賞若手賞と選手が選ぶ最優秀選手賞を同時受賞した。
2022年6月24日、クラブとの契約を2027年まで延長した。
2023-24シーズン、2部降格とともに多くの主力メンバーがクラブを離れ、自身の去就も取り沙汰される中で「リーグにおけるベストプレイヤーになりたい」と語り、残留を選択。リーグ戦2桁得点2桁アシストを記録するなどチームの原動力として優勝に貢献し、リーグベストイレブン、クラブの年間最優秀選手賞等を受賞した。
2024年7月2日、チェルシーFCへの移籍が発表された。契約期間は5年。
8月18日、リーグ開幕戦となるマンチェスター・シティ戦に途中出場しクラブデビューを果たす。10月3日のUEFAカンファレンスリーグ、KAAヘント戦にてクラブ初ゴールを決めた。選手層の厚さから定位置確保には苦しみ、リーグ戦ではまとまった出場時間は得られなかった。しかし、レスター時代からの指揮官であるマレスカはリーグ戦と国際大会で選手を使い分け、彼を主に後者での試合に起用し続けた。結果的にカンファレンスリーグではクラブ内最多の13試合に出場し、優勝に貢献した。
2025年8月6日、エヴァートンFCへ5年契約で完全移籍。

## 個人成績
2025年8月6日現在
| 所属クラブ              | シーズン | リーグ             | リーグ | リーグ | FAカップ | FAカップ | EFLカップ | EFLカップ | UEL  | UEL  | UECL | UECL | その他 | その他 | 合計 | 合計 |
| 所属クラブ              | シーズン | ディビジョン       | 出場   | 得点   | 出場     | 得点     | 出場      | 得点      | 出場 | 得点 | 出場 | 得点 | 出場   | 得点   | 出場 | 得点 |
| ----------------------- | -------- | ------------------ | ------ | ------ | -------- | -------- | --------- | --------- | ---- | ---- | ---- | ---- | ------ | ------ | ---- | ---- |
| ブラックプール (loan)   | 2019–20  | リーグ1            | 10     | 4      | —        | —        | —         | —         | —    | —    | —    | —    | —      | —      | 10   | 4    |
| ルートン・タウン (loan) | 2020–21  | チャンピオンシップ | 39     | 3      | 1        | 0        | —         | —         | —    | —    | —    | —    | —      | —      | 40   | 3    |
| レスター・シティ        | 2019–20  | プレミアリーグ     | 0      | 0      | 1        | 0        | 0         | 0         | —    | —    | —    | —    | —      | —      | 1    | 0    |
| レスター・シティ        | 2020–21  | プレミアリーグ     | 0      | 0      | —        | —        | 1         | 0         | —    | —    | —    | —    | —      | —      | 1    | 0    |
| レスター・シティ        | 2021–22  | プレミアリーグ     | 28     | 1      | 1        | 0        | 3         | 0         | 4    | 1    | 7    | 1    | 1      | 0      | 44   | 3    |
| レスター・シティ        | 2022–23  | プレミアリーグ     | 31     | 2      | 2        | 0        | 1         | 0         | —    | —    | —    | —    | 0      | 0      | 34   | 2    |
| レスター・シティ        | 2023–24  | チャンピオンシップ | 44     | 12     | 2        | 0        | 3         | 0         | —    | —    | —    | —    | 0      | 0      | 49   | 12   |
| レスター・シティ        | 合計     | 合計               | 103    | 15     | 6        | 0        | 8         | 0         | 4    | 1    | 7    | 1    | 1      | 0      | 128  | 17   |
| チェルシー              | 2024–25  | プレミアリーグ     | 13     | 0      | 1        | 0        | 2         | 0         | —    | —    | 15   | 4    | 5      | 1      | 36   | 5    |
| エヴァートン            | 2025–26  | プレミアリーグ     | 0      | 0      | 0        | 0        | 0         | 0         | —    | —    | —    | —    | 0      | 0      | 0    | 0    |
| 通算                    | 通算     | 通算               | 165    | 22     | 8        | 0        | 10        | 0         | 4    | 1    | 22   | 5    | 6      | 1      | 214  | 31   |

1. ↑  FAコミュニティ・シールドへの出場
2. ↑  FIFAクラブワールドカップへの出場

| 所属クラブ          | シーズン | リーグ          | リーグ | リーグ | その他 | その他 | 合計 | 合計 |
| 所属クラブ          | シーズン | リーグ          | 試合   | 得点   | 試合   | 得点   | 試合 | 得点 |
| ------------------- | -------- | --------------- | ------ | ------ | ------ | ------ | ---- | ---- |
| レスター・シティU23 | 2016–17  | プレミアリーグ2 | 4      | 0      | 0      | 0      | 4    | 0    |
| レスター・シティU23 | 2017–18  | プレミアリーグ2 | 18     | 0      | 3      | 0      | 21   | 0    |
| レスター・シティU23 | 2018–19  | プレミアリーグ2 | 22     | 1      | 3      | 0      | 25   | 1    |
| レスター・シティU23 | 2019–20  | プレミアリーグ2 | 15     | 0      | 5      | 2      | 20   | 2    |
| 合計                | 合計     | 合計            | 59     | 1      | 11     | 2      | 70   | 3    |

1. 1 2 3  EFLトロフィーへの出場

## 獲得タイトル
レスター・シティ
- FAコミュニティ・シールド：2021[16]
- EFLチャンピオンシップ：2023-24

チェルシー
- UEFAカンファレンスリーグ：2024-25
- FIFAクラブワールドカップ：2025

個人
- レスター・シティ デベロップメントチーム最優秀選手賞：2018-19[17]
- ルートン・タウン 選手選出最優秀選手：2020-21[18]
- レスター・シティ 最優秀若手選手賞：2021-22[8]
- レスター・シティ 選手選出最優秀選手：2021-22[8]、2023-24[12]
- UEFAヨーロッパカンファレンスリーグ 年間最優秀チーム：2021-22[19]
- EFLチャンピオンシップ年間ベストイレブン：2023-24[11]
- レスター・シティ 年間最優秀選手賞：2023-24[12]